# 圣罗莎 (奇里基省)
圣罗莎（西班牙語：Santa Rosa）是巴拿马奇里基省布加瓦区的一个城市。 该市面积为48平方（19平方英里），2010年时人口为1,510，故其人口密度为31.4名居民每平方（81名居民每平方英里）。 1990年时人口为1,337，2000年时人口为1,407。